# ود حامد
ود حامد (به عربی: ود حامد) یک منطقهٔ مسکونی در سودان است که در رود نیل واقع شده است.